# Kanji

Semnul kanji care denotă noțiunea de „scriere”.

Kanjiⓘ (în japoneză 漢字 kanji, „semne Han”) este una dintre cele patru scrieri japoneze, alături de hiragana, katakana și rōmaji. Importat, cu multe secole în urmă, din China, kanji conține pictograme (sau ideograme) tipice, adesea mult mai complexe decât cele din kana (denumire comună pentru hiragana și katakana). Pictogramele kanji se pot citi diferit și pot avea înțelesuri diferite, depinzînd de modul în care sunt combinate cu alte pictograme. Kanji reprezintă mai degrabă sensul cuvintelor decât pronunția, cu toate că se utilizează și alfabetele kana pentru a silabisi și pronunța kanji. Uneori, pictogramele kanji sunt însoțite deasupra de caractere kana, mai mici. Aceste kana, utilizate pentru a indica pronunția corectă, se numesc furigana.

## Tipuri de kanji
În mod tradițional, semnele kanji sunt împărțite în 6 categorii (六書 rikusho, în japoneză), primele 4 fiind bazate pe compoziția lor, iar ultimele 2 pe utilizarea lor.
- Pictograme (shōkei-moji (象形文字)). Exemplu: 木 este „copac”.
- Ideograme simple  (shiji-moji (指事文字)). Exemplu: 上 este „sus”.
- Ideograme compuse (kaii-moji (会意文字)). Exemplu: 休 „odihnă”, compus din 人→亻 („om”) plus 木 („copac”), adică un om care se odihnește la umbra unui copac.
- Ideograme fonetice (keisei-moji (形声文字)). Exemplu: practic toate semnele kanji cu 雨 („ame”, ploaie) au o legătură într-un fel sau altul cu vremea: 雲 („kumo”, nor), 雪 („yuki”, zăpadă), 霜 („shimo”, brumă).
- Kanji cu sensul sau pronunțarea împrumutată (tenchū-moji (転注文字)). Exemplu:占 („sen”, cu sensul inițial de „divin”, dar ulterior folosit datorită pronunției identice și cu sensul de „a ocupa”).
- Kanji împrumutate fonetic (kashaku-moji (仮借文字) Ex.: 亜米利加 („A-me-ri-ka”, America).

Unii lingviști adaugă o a 7-a categorie, acea a semnelor kanji inventate în Japonia (așa-numitele kokuji), de exemplu 腺 („sen”, glandă).